# Список екорегіонів Мавританії
Нижче наводиться список  екорегіонів в  Мавританії, згідно  Всесвітнього Фонду дикої природи (ВФД).

## Наземні екорегіони
по  основних типах середовищ існування 

### Тропічні і субтропічні луки, савани і чагарники
- Сахель
- Західні Суданські савани

### Затоплювані луки і савани
- Солончаки Сахари

### Пустелі і посухостійкі чагарники
- Атлантична прибережна пустеля
- Степи і рідколісся Північної Сахари
- Пустеля Сахара
- Степи і рідколісся Південної Сахари
- Гірські рідколісся Західної Сахари

## Прісноводні екорегіони
по біорегіону
- Сухий Сахель
- Водосбор Сенегал-Гамбії
- Тимчасовий Магриб

## Морські екорегіони
- Сахельський апвелінг